# Curimopsis provencalis
Curimopsis provencalis là một loài bọ cánh cứng trong họ Byrrhidae. Loài này được Franz miêu tả khoa học năm 1967.